# Climatic Change (revista)
Climatic Change es una revista científica bisemanal revisada por pares y publicada por Springer Science+Business Media que cubre el trabajo interdisciplinario sobre todos los aspectos del cambio climático y la variabilidad. Se estableció en 1978 y los editores en jefe son Michael Oppenheimer (Universidad de Princeton) y Gary Yohe (Universidad de Wesleyan).

## Resúmenes e indexación
La revista tiene sus resúmenes y está indizada en:
- Science Citation Index
- Scopus
- Inspec
- Chemical Abstracts Service
- EBSCO databases
- ProQuest
- CAB International
- Academic OneFile
- AGRICOLA
- Biological Abstracts
- BIOSIS Previews
- CAB Abstracts
- Current Contents/Agriculture, Biology & Environmental Sciences
- Current Contents/Physical, Chemical and Earth Sciences
- EI-Compendex
- Elsevier Biobase
- Expanded Academic
- GeoArchive
- Geobase
- GeoRef
- INIS Atomindex
- International Bibliography of Book Reviews
- International Bibliography of Periodical Literature
- PASCAL
- Research Papers in Economics

## Métricas de revista
2022
- Web of Science Group : 4.743
- Índice h de Google Scholar: 198
- Scopus: 4.589